# Pseudotegenaria bayeri
Pseudotegenaria bayeri là một loài nhện trong họ Agelenidae.
Loài này thuộc chi Pseudotegenaria. Pseudotegenaria bayeri được Josef Kratochvíl miêu tả năm 1934.